# Fort Codrington
Le fort Codrington est un fort abandonné en ruines sur la pointe nord-ouest de l'île de Niévès à  aux Saint-Christophe-et-Niévès.

## Toponymie
Il a été nommé en l'honneur de Christopher Codrington, gouverneur des Îles Sous-le-Vent.

## Historique
Construit en 1690, il comportait à l'origine trois canons, mais seulement deux subsistent aujourd'hui. La guerre de neuf ans est contemporaine de la construction du fort qui joua, du coup, un rôle considérable dans la défense de Niévès aux mains des Anglais face à Saint-Christophe conquise par les Français. Des pirates et des corsaires ont profité de cette guerre pour mener des raids et des attaques contre des navires marchands et des plantations de sucre sur les côtes de Niévès.
Il a cessé d'être utilisé après 1854, de même que tous les forts de Niévès.